# Jacques-Paul Faure
Pour les articles homonymes, voir Faure.
Jacques-Paul Faure (14 novembre 1869 – 24 août 1924) est un officier général de l'Armée de terre, diplômé de l'École Polytechnique en 1889. Il dirige la Mission militaire française au Japon (1918-1919) 

## Biographie
Jacques-Paul Faure est né le 14 novembre à Clermont-Ferrand dans le Puy-de-Dôme. Il s'engage volontairement dans l'armée en 1887. il est reçu à l'École Polytechnique le 21 octobre 1889, puis à l'École d'application de l'artillerie et du génie le 5 octobre 1890. Il commence sa carrière militaire au 13e Régiment d'Artillerie, puis le 1er octobre 1894 au 12e Régiment d'Artillerie, jusqu'en mars 1903. Le 9 avril, il est promu capitaine au 7e Régiment d'Artillerie, puis quatre ans plus tard, à l'État-Major du 1er Corps d'Armée, attaché au 15e Régiment d'Artillerie.
Passionné d'aviation, il rentre le 24 septembre 1912 au service de l'Aéronautique militaire, devient chef d'escadron le 23 mars 1914 et débute la Première Guerre mondiale à l'État-Major de l'Armée de Châlons-sur-Marne en août 1914. Le 2 octobre 1915, il rejoint le sous-secrétariat d'État de l'Aéronautique. Promu lieutenant-colonel le 6 juin 1917 dans le 207e Régiment d'Artillerie, il commande en septembre le Groupe de Campagne de l'A.D. 60 IVe Armée.
Le 25 août 1918, il est nommé chef de la Mission militaire française au Japon (1918-1919). Il est promu Colonel pendant son séjour dans l'archipel en 1919. De retour en France, il est nommé, le 13 septembre 1920, chef de l'Inspection technique de l'Aéronautique, classé à l'état-major particulier de l'Aéronautique. Le 9 novembre, il devient commandant par intérim de la Brigade de bombardement de jour à Metz et un an plus tard est promu au grade de général de brigade, commandant la 11e Brigade de Bombardement à Metz. Hospitalisé soudainement au Val-de-Grâce à Paris, il meurt le 24 août 1924.